# Nadia (téléfilm, 1984)
Pour les articles homonymes, voir Nadia.
Nadia est un téléfilm américano-yougoslave, réalisé par Alan Cooke, diffusé pour la première fois à la télévision en 1984.

## Synopsis
Ce téléfilm raconte la vie de la gymnaste Nadia Comăneci.

## Fiche technique
- Titre : Nadia
- Réalisation : Alan Cooke
- Scénario : Jim McGinn
- Musique : Christopher L. Stone
- Photographie : Frank Beascoechea
- Montage : Raymond Bridgers
- Décors : George Becket
- Production : James Thompson et Wayne Threm
- Pays de production :  États-Unis et  Yougoslavie
- Format : couleurs - 1,33:1 - mono - 35 mm
- Genre : biographie
- Durée : 100 minutes
- Date de première diffusion :
  - États-Unis : 11 juin 1984

## Distribution
- Marcia Frederick : Nadia Comăneci
- Joe Bennett : Béla Károlyi
- Talia Balsam : Márta Károlyi
- Jonathan Banks : Gheorge Comăneci'
- Bozidar Alic : George Condovici
- Tamara Berkovic : Emilia Eberle
- Conchata Ferrell : Mili Simonescu
- Nives Osvald : Olga Korbut
- Milan Plecas : Sorin Cepoi
- Carrie Snodgress : Stefania Comăneci
- Leslie Weiner : Nadia Comăneci jeune
- Johann Carlo : Nadia Comăneci âgée